# Santa María de Ordás (kommun)
Santa María de Ordás är en kommun i Spanien.   Den ligger i provinsen Provincia de León och regionen Kastilien och Leon, i den norra delen av landet, 300 km nordväst om huvudstaden Madrid. Antalet invånare är 347.